# الجبل (إب)
الجبل هي إحدى قرى الجمهورية اليمنية. وهي تتبع جغرافيًا لمحافظة إب. وإداريًا لمديرية حزم العدين. يبلغ تعداد سكانها 1293 نسمة حسب الإحصاء الذي جرى عام 2004.